# Gazoduc EastMed
Le gazoduc de la Méditerranée orientale, plus connu sous le nom EastMed, est un projet de gazoduc offshore/onshore visant à relier directement les gisements gaziers de la Méditerranée orientale à la Grèce continentale via Chypre et la Crète. Le projet, actuellement en cours de conception, transportera du gaz naturel depuis les réserves de gaz offshore du bassin levantin jusqu'en Grèce et, conjointement avec les gazoducs Poséidon (en) et IGB (en), jusqu'en Italie puis dans d'autres régions européennes. Le gazoduc aura une longueur d'environ 1 900 km, atteindra une profondeur de 3 km et aura une capacité de 10 milliards de mètres cubes par an,. Sa construction devrait coûter environ 6 milliards d'euros (6,86 milliards de dollars américains). Le gazoduc est développé par IGI Poseidon S.A., une co-entreprise à 50-50% entre la compagnie grecque de gaz DEPA (en) et la compagnie italienne de gaz Edison. 
Le 2 janvier 2020, un accord a été signé à Athènes par les dirigeants de la Grèce, de Chypre et d'Israël,,. Le 19 juillet 2020, le gouvernement israélien a officiellement approuvé l'accord, permettant aux pays signataires d'aller de l'avant avec des plans pour achever le pipeline d'ici 2025.

## Historique
En 2013, la réalisation du gazoduc a été désignée, en vertu des dispositions du règlement 347/2013 de la Commission européenne, comme un projet d'intérêt commun. Entre 2015 et 2018, la Commission a contribué à hauteur de plus de 34,5 millions d'euros (38,9 millions de dollars américains) à la réalisation d'études techniques, économiques et environnementales en lien avec le projet,,. 
Le Triangle énergétique (en) de la Grèce, Chypre et Israël a signé un accord intergouvernemental pour le gazoduc EastMed à Tel Aviv le 20 mars 2019 en présence du secrétaire d'État américain Mike Pompeo, en signe de soutien des États-Unis au projet. L'intérêt américain pour le gazoduc s'explique par l'exigence de Washington de voir ses partenaires européens maintenir une politique de diversification de leurs importations énergétiques. EastMed permettra de diversifier les approvisionnements en gaz de l'Europe et de réduire sa dépendance au gaz naturel russe,,. 
En avril 2019, la Commission, ayant contribué à hauteur de 34,5 millions d'euros (38,9 millions de dollars américains) à la réalisation d'études techniques, a qualifié EastMed de projet d'intérêt commun. Le 7 mai 2019, le Premier ministre italien Giuseppe Conte a déclaré que l'Italie s'opposera à la construction du gazoduc Poséidon, le dernier tronçon d'EastMed reliant la Grèce et l'Italie via la mer Adriatique, mettant ainsi l'ensemble du projet en question,,. Cependant, le 1er janvier 2020, il a été rapporté que le ministre italien du développement économique Stefano Patuanelli avait envoyé à son homologue grec une lettre de soutien au gazoduc, rétablissant ainsi l'intérêt de l'Italie pour le projet,. 
Le 2 janvier 2020, l'accord sur la construction du gazoduc a été signé à Athènes par les dirigeants grecs, chypriotes et israéliens,. Le Président chypriote Níkos Anastasiádis et le Premier ministre israélien Benjamin Netanyahu ont salué un accord « historique ». L'accord comprend des dispositions visant à garantir la sécurité du gazoduc et un régime fiscal commun,,. Le gouvernement israélien a approuvé l'accord le 19 juillet 2020, permettant ainsi au projet d'aller de l'avant. Après une décision finale d'investissement entre les pays, la construction devait débuter en janvier 2021 mais elle a été reportée à 2022. Le gazoduc devait être achevée en 2025 mais sa mise en service a été reportée à 2027.

## Itinéraire
EastMed reliera les champs de gaz du Leviathan (Israël) et d'Aphrodite (Chypre) à l'Europe. Le gazoduc commencera dans le bassin levantin et atterrira à Chypre, où sera construite une station de compression. Ensuite, il continuera sa route vers l'ouest sur environ 700 km, atteignant des profondeurs de 3 km, jusqu'à la Crète, où une station de compression permettra l'approvisionnement en gaz naturel de l'île. À partir de là, le gazoduc continuera vers le nord-ouest jusqu'au Péloponnèse oriental, près du village d'Ágios Fokás (Laconie). Il franchira le Péloponnèse en direction du nord-ouest, traversera le golfe de Patras et continuera le long de la côte occidentale de la Grèce pour finir dans le district régional de Thesprotie. De là, le gazoduc Poséidon en projet permettra de relier l'Italie. 
La Turquie s'est déclarée comme étant formellement opposée au projet, affirmant avoir été intentionnellement exclue. La signature de l'accord final est intervenue dans une période d'extension des prospections turques dans la région et peu après la signature d'un accord portant sur la création d'une ZEE entre la Turquie et la Libye (en),.

## Forum du gaz de la Méditerranée orientale
En janvier 2019, les ministres de l'énergie de 7 pays de la région ont conclu un accord pour créer le Forum du gaz de la Méditerranée orientale. Les sociétés Total, Eni, Novatek et Exxon ont signé des accords d'exploration et d'exploitation avec les gouvernements des pays concernés. La Turquie est désignée comme un potentiel danger pour la tranquillité de la région. Les États membres du groupe sont la Grèce, Chypre, Israël et l'Égypte. Des représentants de la Palestine et de la Jordanie ont assisté aux réunions. En janvier 2020, la France et les États-Unis ont demandé à rejoindre le Forum, respectivement en tant que membre et observateur permanent. 